# Асаки, Елена
Еле́на Аса́ки (молд. Елена Асаки, рум. Elena Asachi, урождённая Элеонора Тайбер, нем. Eleonora Teyber; 30 октября 1789, Вена — 9 мая 1877, Яссы) — молдавская и румынская певица, пианистка и композитор. Дочь композитора Антона Тайбера, жена писателя Георге Асаки (с 1827 г.) и племянница композитора и дирижёра Франца Тайбера.

## Биография
Елена Тайбер родилась в Вене в 1789 году. Сначала училась музыке у отца в Дрездене. Позже она училась в Вене у оперного певца Доменико Донцелли. После окончания учебы она стала профессором в консерватории Яссы, где с 1827 по 1863 год была известна как пианистка и композитор. В 1827 году она вышла замуж за Георге Асаки, с которым она сотрудничала в песнях и театральных работах. Вместе с мужем содействовала созданию первого музыкального института в Молдавском княжестве — Филармонико-драматической консерватории (1836). Она умерла в Яссах в 1877 году.

## Работы
Избранные работы включают в себя:
- Fete pastoral des bergers moldaves (пастораль-водевиль) 1834;
- Contrabantul (Контрабандист) (комедия-водевиль) 1837;
- Tiganii (Цыгане) (водевиль с песнями) 1856[1].